# 地毯草属
地毯草属（学名：Axonopus）是禾本科下的一个属，为多年生草本植物，少数为一年生草本。该属共有约40种，分布于热带美洲。
属名Axonopus来源于希腊语axon（轴）和pous（足）的合成词。